# Білова Наталія Костянтинівна
Наталія Костянтинівна Білова (нар. 2 жовтня 1947, Одеса, Українська РСР, СРСР) — український музикознавець, педагог, заслужений працівник освіти України.

## Біографія
Н. К. Білова народилася 2 жовтня 1947 року в місті Одеса.
У 1971 році з відзнакою закінчила музично-педагогічний факультет Одеського державного педагогічного інституту імені К. Д. Ушинського, а в 1981 році — аспірантуру при кафедрі педагогіки.
У 1983 році захистила дисертацію «Професійно-педагогічна підготовка студентів до формування сприйняття музики школярами»  на здобуття наукового ступеня кандидата педагогічних наук. В 1985 році присвоєно вчене звання доцента.
В 1971—1977 роках працювала викладачем кафедри музики та співу, у 1981—1985 роках — старшим викладачем, доцентом кафедри теорії, історії музики і гри на музичних інструментах  Одеського державного педагогічного інституту імені К. Д. Ушинського.
З 1985 року обіймає посаду доцента кафедри музично — інструментальної підготовки Південноукраїнського національного педагогічного університету імені К. Д. Ушинського. В 1987—2023 роках обіймала посади декана музично-педагогічного факультету, директора інституту мистецтв, декана факультету музичної та хореографічної освіти, завідувачки кафедри музично-інструментальної підготовки.

## Наукова діяльність
Вивчає питання методики  викладання музики та методики музичного виховання, підготовки вчителів.
Є автором понад 70 опублікованих праць, в тому числі  монографій, методичних посібників. Має 5 авторських свідоцтв. Підготувала 3 кандидатів педагогічних наук, 18 лауреатів міжнародних мистецьких конкурсів.

### Праці
- Художньо-педагогічний діалог як метод розвитку самосвідомості майбутніх учителів/ Н. К. Білова, О. В. Бароліс// Наука і освіта. – 2005. – № 7 - 8. – С. 5 - 9.
- Організація педагогічної практики майбутніх учителів музичного мистецтва та хореографії у контексті управління якістю освіти/ Н. К. Білова,  О. Є. Реброва// Науковий вісник Південноукраїнського національного педагогічного університету імені К. Д. Ушинського. – 2014. – Спецвипуск. – С. 259 - 267.
- Педагогічне проектування процесу навчання майбутніх учителів музичного мистецтва/ Н. К. Білова// Наукові записки Ніжинського державного університету ім. Миколи Гоголя. Серія: Психолого-педагогічні науки. – 2015. – № 1. –  С. 78 – 84.
- Організація мистецької освіти у вищій школі на засадах автономного навчання/ Н. Білова// Педагогічні науки: теорія, історія, інноваційні технології. – 2017. – № 5(69). – С. 205 - 2017.
- Синергетичний підхід як методологічний концепт музично-педагогічних досліджень/ Н. К. Білова// Науковий вісник Південноукраїнського національного педагогічного університету імені К. Д. Ушинського. – 2019. – Вип. 3(128). – С. 134 - 142.
- Implementation of the Synergetic Potential of Artistic Communication as an Innovative Strategy of Art Education/ N. Bilova, O. Novska, Y. Volkova// History Culture and Art Research. – 2020. – V. 9, № 2. – Р. 133 - 146.

## Нагороди
- Звання «Заслужений працівник освіти України»;
- Почесна Грамота Кабінету Міністрів України;
- Знаки «Відмінник освіти України», «Петро Могила».